# Comuna Moacșa, Covasna
Moacșa (maghiară Maksa) este o comună în județul Covasna, Transilvania, România, formată din satele Moacșa (reședința) și Pădureni. Până în 2004, din această comună făcea parte și satul Dalnic.

## Demografie
Componența etnică a comunei Moacșa
     Maghiari (94,43%)
     Români (2,42%)
     Alte etnii (3,15%)
Componența confesională a comunei Moacșa
     Reformați (85,63%)
     Romano-catolici (7,83%)
     Ortodocși (2,18%)
     Alte religii (1,13%)
     Necunoscută (3,23%)
Conform recensământului efectuat în 2021, populația comunei Moacșa se ridică la 1.239 de locuitori, în creștere față de recensământul anterior din 2011, când fuseseră înregistrați 1.201 locuitori. Majoritatea locuitorilor sunt maghiari (94,43%), cu o minoritate de români (2,42%). Din punct de vedere confesional, majoritatea locuitorilor sunt reformați (85,63%), cu minorități de romano-catolici (7,83%) și ortodocși (2,18%), iar pentru 3,23% nu se cunoaște apartenența confesională.

## Politică și administrație
Comuna Moacșa este administrată de un primar și un consiliu local compus din 9 consilieri. Primarul, Lajos Vitályos[*], de la Uniunea Democrată Maghiară din România, este în funcție din 1 noiembrie 2024. Începând cu alegerile locale din 2024, consiliul local are următoarea componență pe partide politice:
|  | Partid                                 | Consilieri | Componența Consiliului | Componența Consiliului | Componența Consiliului | Componența Consiliului | Componența Consiliului | Componența Consiliului | Componența Consiliului | Componența Consiliului |
|  | -------------------------------------- | ---------- | ---------------------- | ---------------------- | ---------------------- | ---------------------- | ---------------------- | ---------------------- | ---------------------- | ---------------------- |
|  | Uniunea Democrată Maghiară din România | 8          |                        |                        |                        |                        |                        |                        |                        |                        |
|  | Partidul Național Liberal              | 1          |                        |                        |                        |                        |                        |                        |                        |                        |

## Atracții turistice
- Dealul Pivnițele Mari - zonă turistică
- Biserica reformată din Pădureni